# Geyria remanei
Geyria remanei är en insektsart som beskrevs av Hölzel 1982. Geyria remanei ingår i släktet Geyria och familjen myrlejonsländor. Inga underarter finns listade i Catalogue of Life.